# Lilla Örtjärnen (Rengsjö socken, Hälsingland)
Lilla Örtjärnen är en sjö i Bollnäs kommun i Hälsingland och ingår i Norralaåns huvudavrinningsområde. Sjön är 5,5 meter djup, har en yta på 0,021 kvadratkilometer och är belägen 194 meter över havet.